# Hills and Dales (Kentucky)
Pour les articles homonymes, voir Hills and Dales.
Hills and Dales est une ville américaine située dans le comté de Jefferson, dans le Kentucky. Selon le recensement de 2020, sa population est de 146 habitants.